# Suely Gomes de Oliveira
Suely Gomes de Oliveira (Osório, 5 de março de 1915 – Porto Alegre, 24 de abril de 1994) foi uma política brasileira. Pertencia ao Partido Trabalhista Brasileiro (PTB).
Filha de Amado Gomes de Oliveira e Maria Gomes de Oliveira. Foi eleita deputada estadual por seis legislaturas consecutivas, de 1951 a 1974.